# Сан Филипо дел Мела
Сан Филипо дел Мела (итал. San Filippo del Mela) је насеље у Италији у округу Месина, региону Сицилија.
Према процени из 2011. у насељу је живело 2002 становника. Насеље се налази на надморској висини од 119 м.

## Становништво
Према резултатима пописа становништва 2011. у општини је живело 7.065 становника.
| 1931. | 1936. | 1951. | 1961. | 1971. | 1981. | 1991. | 2001. | 2011. |
| ----- | ----- | ----- | ----- | ----- | ----- | ----- | ----- | ----- |
| 4.792 | 4.589 | 5.048 | 4.745 | 4.775 | 5.264 | 6.606 | 6.952 | 7.065 |

## Партнерски градови
- Кастионс ди Страда